# Bahnhof Baden-Baden
Der Bahnhof Baden-Baden ist ein ICE-Halt in Baden-Baden und seit Stilllegung des dortigen Stadtbahnhofs der einzig verbliebene Bahnhof in der Stadt. Er befindet sich am Streckenkilometer 105,3 der Rheintalbahn im Baden-Badener Stadtteil Oos.

## Geschichte
Am 6. Mai 1844 eröffnete die Badische Staatseisenbahn an der Badischen Hauptbahn (Rheintalbahn) bei der westlich von Baden-Baden gelegenen Gemeinde Oos einen Bahnhof. Er besaß zunächst ein kleines hölzernes Empfangsgebäude. Ein Jahr lang mussten die Fahrgäste von Oos mit Pferdeomnibussen nach Baden-Baden befördert werden, bis schließlich am 27. Juli 1845 die Stichstrecke von Oos nach Baden-Baden eröffnet wurde, die nahe dem Stadtzentrum an einem Kopfbahnhof endete, der den Namen Baden erhielt. Diese Strecke führte zunächst in Richtung Norden aus dem Bahnhof heraus.
1904 wurde der Bahnhof Oos etwa 500 m nach Norden verlegt; seitdem verläuft auf der ehemaligen Trasse der Strecke ins Stadtzentrum die Ooser Bahnhofstraße. Bis zu ihrer Stilllegung führte die Stichstrecke fortan in südlicher Richtung aus dem Bahnhof. Mit dem Verlegen des Bahnhofs entstand auch das heutige Empfangsgebäude. In der Folgezeit wurde die Bezeichnung des Bahnhofs mehrfach geändert:
| Jahr     | Bezeichnung |
| -------- | ----------- |
| bis 1908 | Oos         |
| ab 1908  | Baden-Oos   |
| ab 1928  | Baden West  |
| ab 1937  | Baden-Oos   |
| ab 1977  | Baden-Baden |

Von 1926 bis 1949 fuhr vom Durchgangsbahnhof eine Straßenbahn nach Lichtental, die 1949 ein Oberleitungsbus ersetzte, dessen Betrieb 1971 eingestellt wurde. Nach der Elektrifizierung der Rheintalbahn und der Stichstrecke am 27. Mai 1958 verkehrten auf der Stichbahn vor allem Elektrotriebwagen. Der Betrieb wurde mit dem 25. September 1977 eingestellt und die Eisenbahninfrastruktur weitgehend abgebaut. Der bisherige Bahnhof Baden-Oos wurde in der Folge in Baden-Baden umbenannt.
Im Zuge des viergleisigen Ausbaus der Bahnstrecke Karlsruhe–Basel unter dem Projekttitel Ausbau- und Neubaustrecke Karlsruhe–Basel wurden zwischen 1997 und 2005 die Bahnanlagen und das Empfangsgebäude grundlegend modernisiert. Die Bahnsteige wurden dabei durch Aufzüge barrierefrei zugänglich gemacht, die Fassade neu gestrichen und der Innenraum erneuert. Diese Renovierung kostete insgesamt etwa 14,9 Millionen Euro. Für die Modernisierung gewann die Stadt Baden-Baden die „Auszeichnung für beispielhaftes Bauen 2008“ der Architektenkammer Baden-Württemberg.
Der Verein Allianz pro Schiene verlieh dem Bahnhof 2010 den Titel „Bahnhof des Jahres“ in der Kategorie Kleinstadtbahnhof.
Im Frühjahr 2013 ging am Bahnhof Baden-Baden das erste Mini-Blockheizkraftwerk an einem DB-Bahnhof in Betrieb. Durch gleichzeitige Nutzung des Brennstoffs zur Strom- und Wärmeproduktion wird der Schadstoffausstoß deutlich reduziert, die Energiekosten sinken.
Im November 2021 wurde ein Elektronisches Stellwerk für den Bahnhof beauftragt. Auf dieser Grundlage soll ETCS eingeführt werden. Die Bauausführung des Stellwerks sollte Ende Juni 2023 begonnen werden. Das Stellwerk wurde, wie 2022 geplant, am 9. September 2024 in Betrieb genommen. Das Stellwerk entstand in einem zweistöckigen Funktionsgebäude am Bahnhof. Es steuert 47 Signale und 27 Weichenantriebe.

## Anlage

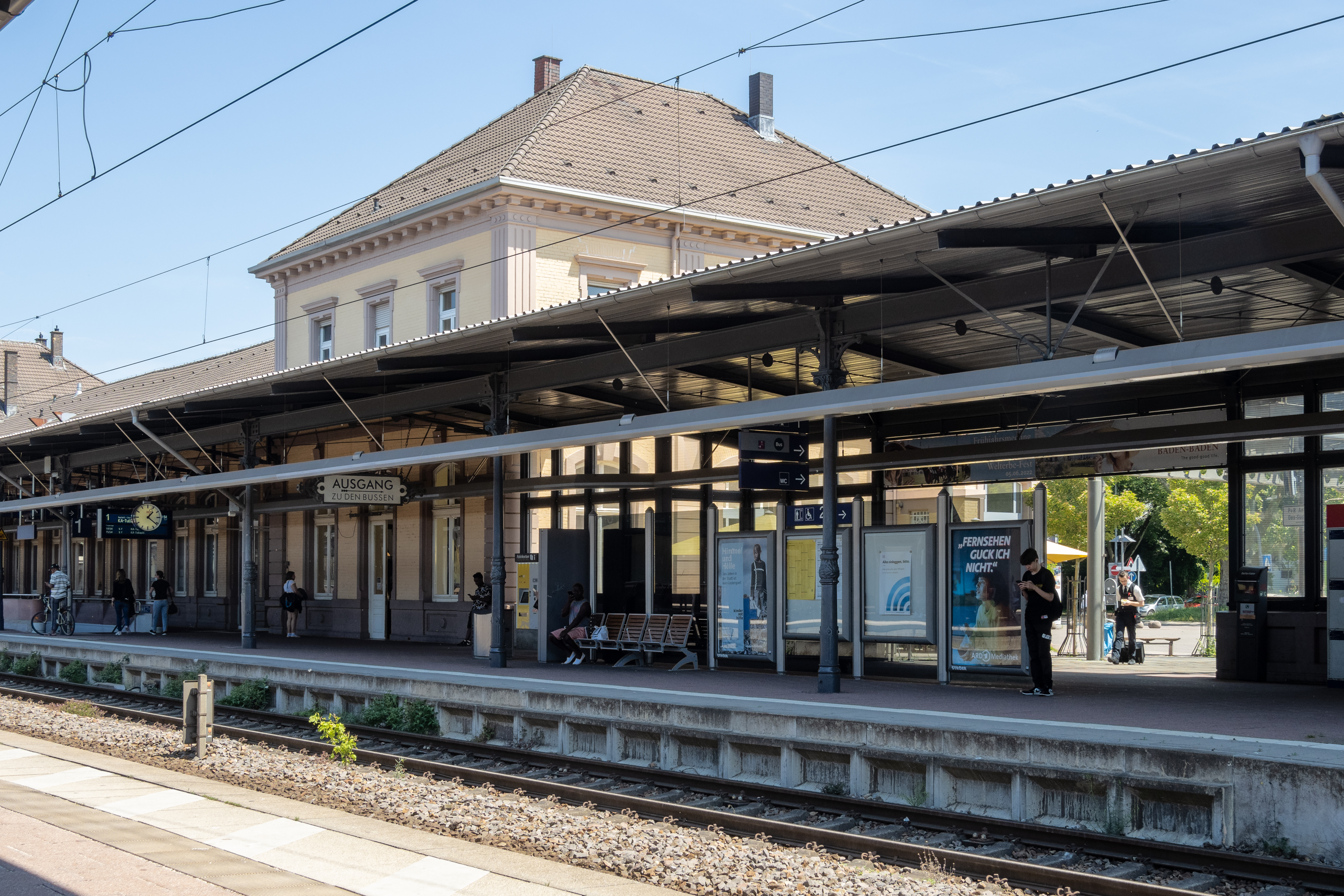
Gleisseite des Bahnhofs (2022)

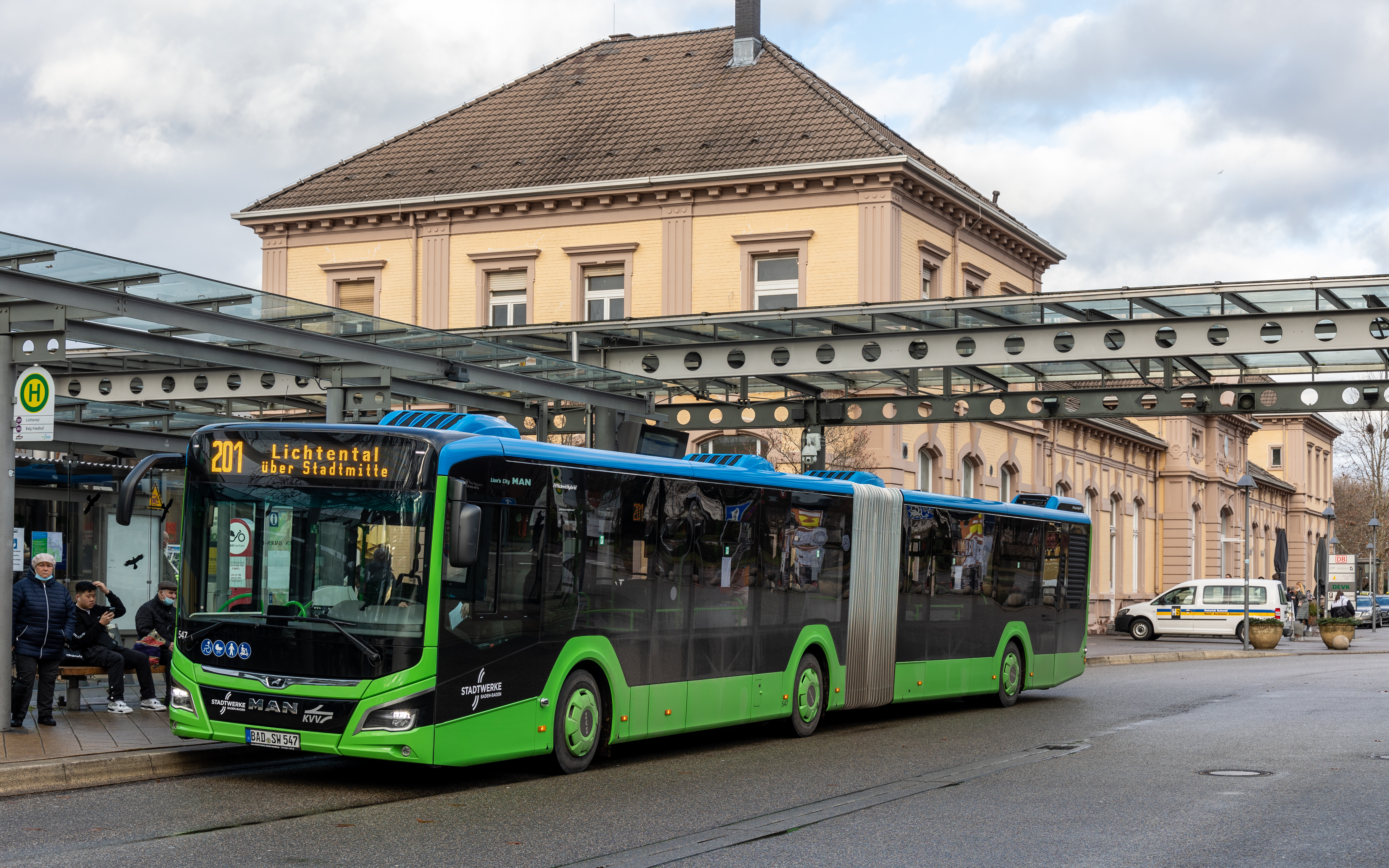
Busstation am Bahnhof Baden-Baden

Der Bahnhof verfügt über fünf Bahnsteiggleise. Das Gleis 1 befindet sich am Hausbahnsteig, die Gleise 2 und 3 an einem Mittelbahnsteig. Die Gleise 4 und 7 liegen an zwei Seitenbahnsteigen. Zwischen diesen beiden Bahnsteiggleisen befinden sich die beiden durchgehenden und mit 250 km/h befahrbaren Hauptgleise 5 und 6 der Schnellfahrstrecke, die unter anderem von durchfahrenden ICE-Zügen genutzt werden. Alle Bahnsteige sind durch zwei Unterführungen zugänglich. Das Empfangsgebäude beherbergt ein DB-Reisezentrum, zwei Cafés, eine Buchhandlung, einen Geldautomaten sowie ein Hotel.
Der Busbahnhof befindet sich östlich des Empfangsgebäudes und ist durch einen überdachten Zugang direkt mit dem Bahnsteig 1 verbunden. Von dort bestehen unter anderem Omnibusverbindungen ins Stadtzentrum. Die Buslinien werden von den Verkehrsbetriebe Baden-Baden betrieben.
Nördlich des Bahnhofs, bei Streckenkilometer 101, endet der auf vier Gleise ausgebaute Abschnitt der Rheintalbahn.

## Verkehr
Am Bahnhof Baden-Baden hielten 2010 täglich 143 Züge, 43 davon waren Fernverkehrszüge, und er wurde von 6800 Fahrgästen pro Tag genutzt. Seit dem 23. März 2012 wird der Bahnhof Baden-Baden auch von einem täglichen TGV-Zugpaar auf der Linie Frankfurt am Main–Marseille angefahren. Er wird regelmäßig auch vom Regionalverkehr der Deutschen Bahn AG (DB) bedient. Außerdem ist er Halt von zwei Linien der Stadtbahn Karlsruhe, die von der Albtal-Verkehrs-Gesellschaft (AVG) betrieben werden.

### Fernverkehr
| Linie  | Linienverlauf | Taktfrequenz        |
| ------ | --- | ------------------- |
| ICE 12 | Berlin – Braunschweig – Göttingen – Kassel-Wilhelmshöhe – Fulda – Frankfurt (Main) – Mannheim – Karlsruhe – (Baden-Baden –) Offenburg – Freiburg – Basel SBB                                                                                 | einzelne Züge       |
| ICE 20 | (Kiel –) Hamburg-Altona – Hannover – Göttingen – Kassel-Wilhelmshöhe – Frankfurt (Main) – Mannheim – Karlsruhe – Baden-Baden – Freiburg – Basel – Zürich – Chur                                                                              | zweistündlich       |
| ICE 43 | (Hamburg – Bremen – Dortmund – Hagen – Wuppertal –) Köln – Frankfurt Flughafen Fernbf – Mannheim – Karlsruhe – (Baden-Baden –) Offenburg – Freiburg – Basel SBB                                                                              | einzelne Züge       |
| ICE 60 | (Basel SBB – Baden-Baden –) Karlsruhe – Stuttgart – Ulm – Augsburg – München | einzelne Züge       |
| TGV 84 | Frankfurt (Main) – Mannheim – Karlsruhe – Baden-Baden – Strasbourg – Mulhouse-Ville – Belfort-Montbéliard TGV – Besançon Franche-Comté TGV – Chalon-sur-Saône – Lyon-Part-Dieu – Avignon TGV – Aix-en-Provence TGV – Marseille-Saint-Charles | ein Zugpaar täglich |
| EC 30  | Hamburg – Bremen – Münster – Dortmund – Essen – Duisburg – Düsseldorf – Köln – Bonn – Koblenz – Mainz – Mannheim – Karlsruhe – Baden-Baden – Freiburg – Basel SBB – Zürich                                                                   | ein Zugpaar täglich |
| IC 35  | (Norddeich Mole –) Emden – Münster – Recklinghausen – Gelsenkirchen – Duisburg – Düsseldorf – Köln – Bonn – Koblenz – Mainz – Mannheim – Karlsruhe – Baden-Baden – Offenburg – Singen – Konstanz                                             | einzelne Züge       |

### Regionalverkehr
| Linie | Linienverlauf                                                                                 | Taktfrequenz                 |
| ----- | --------------------------------------------------------------------------------------------- | ---------------------------- |
| RE 2  | Karlsruhe – Rastatt – Baden-Baden – Achern – Offenburg – Villingen – Singen – Konstanz        | Stundentakt                  |
| RE 7  | Karlsruhe – Rastatt – Baden-Baden – Offenburg – Freiburg – Müllheim – Basel Bad – (Basel SBB) | Stundentakt, mit Lücken      |
| RB 44 | Karlsruhe – Rastatt – (Baden-Baden – Achern)                                                  | Stundentakt in Tagesrandlage |

### Stadtbahn
| Linie | Linienverlauf | Taktfrequenz  |
| ----- | --- | ------------- |
| S 7   | Achern – Baden-Baden – Rastatt – Durmersheim – Karlsruhe Hbf (Vorplatz) – Karlsruhe Tullastraße/Alter Schlachthof | Stundentakt   |
| S 71  | Achern – Baden-Baden – Rastatt – Muggensturm – Karlsruhe Hbf                                                      | einzelne Züge |

(Stand 2024)